# Hipódromo Turf Paradise
El Hipódromo Turf Paradise (en inglés: Turf Paradise Race Course) es una pista de carreras de caballos donde se practican diversas actividades ecuestres en la sección norte de las Montañas de Phoenix, Arizona en el sur de los Estados Unidos. En 1954 el empresario Walter Cluer, el exitoso fundador de una empresa de carpintería y fabricación de Phoenix, compró 1.400 acres (5,7 kilómetros cuadrados) de desierto estéril en lo que ahora es Bell Road y la Avenida 19. Cluer, que también era propietario de un caballo, soñaba con la construcción de una pista de carreras de primera clase en Phoenix, que fue abierta el 7 de enero de 1956.